# Шалимово (Архангельська область)
Шалимово (рос. Шалимово) — село в Вілегодському районі Архангельської області Російської Федерації.
Населення становить 262 особи. Входить до складу муніципального утворення Вілегодський муніципальний округ.

## Історія
До 2020 року входихо до складу муніципального утворення Беляєвське муніципальне утворення.

## Населення
| 2002 | 2010 | 2012 |
| ---- | ---- | ---- |
| 275  | ↘219 | ↗262 |